# Mine de Zofiówka
La mine de Zofiówka est une mine souterraine de charbon située en Pologne.